# Édouard Woolley
Édouard Joseph Woolley, né le 31 mars 1916 à Port-au-Prince (Haïti) et mort le 22 décembre 1991  à Miami, est un ténor, compositeur, directeur musical et professeur de musique haïtiano-canadien.

## Biographie
Édouard Woolley reçoit une éducation musicale et étudie l'art vocal à Port-au-Prince avec Élisabeth de Pesquidoux-Mahy et Henriette Perret-Duplessis, la mise en scène avec Raoul Nargys, le répertoire allemand avec Werner Jaegerhuber, le piano et l'harmonie avec Carmen Brouard.
En 1938, il émigre vers le Canada et s'installe au Québec. Il y poursuit ses études vocales avec Salvator Issaurel (1938-1944) et présente sa thèse de doctorat sur le thème « La Phonétique appliquée à l'art du chant ».
En 1942, il ouvre son propre Studio d'art lyrique à Montréal où il accueille de nombreux élèves, dont Joseph Rouleau, André Turp et Bruno Laplante. Au Conservatoire national de Montréal, il étudie l'orgue avec Eugène Lapierre et le piano avec Edmond Trudel. La même année, il fait ses débuts à l'opérette dans Ciboulette de Reynaldo Hahn aux Variétés lyriques; puis enchaîne dans Le Voyage en Chine de François Bazin et Les Trois Valses d'Oscar Straus.
Après la Seconde Guerre mondiale, ce compositeur originaire d'Haïti constate que les étudiants québécois participants au  mouvement de théâtre lyrique, n'ont pas la possibilité de se produire dans des salles de spectacles dédiées à ce genre théâtral.
En 1948, il fonde l'Opéra national du Québec. Il y assume la fonction de directeur musical et la mise en scène. il est secondé par le directeur artistique de ce nouvel organisme, le musicien Gérald Gagnier. Le chanteur lyrique Joseph Rouleau interprète ses premières prestations publiques dans cet opéra. Wooley est également le directeur du Conservatoire national de Montréal de 1971 à 1975. Il est professeur d'histoire de l'art au cégep du Vieux-Montréal, de 1967 à son départ à la retraite en 1981.

## Œuvres symphoniques ou vocales
Édouard Woolley composa quelques messes à trois et à quatre voix, des mélodies ainsi que plusieurs œuvres instrumentales et une suite pour violon et piano : 
- Sous les palmiers (vers 1958)
- À l'ombre de tes ailes
  - N° 1. Le jardin (Texte: Mary Marquet)
  - N° 2. Lettres (Texte: Mary Marquet)
  - N° 3. Féminité (Texte: Mary Marquet)
  - N° 4. Sérénitié (Texte: Mary Marquet)
  - N° 5. Chères mains (Texte: Jean Gillet)
  - N° 6. J'ai ta tête sur mon épaule (Texte: Jean Gillet)
  - N° 7. Berceuse à la bien-aimée (Vocalise-étude)
  - N° 8. Similitude (Texte: Kyouco)
  - N° 9. Pêche d'ombres (Texte: Georges Dessoudeix)
  - N° 10. Pour ton visage (Texte: Marie-Louise Dromart)
- O salutaris hostia (Texte: Saint Thomas d'Aquin)
- Mazoumbèl (mouvement révisé en 1979 d'après le style musical haïtien)